# Xylocopa dolosa
Xylocopa dolosa är en biart som beskrevs av Joseph Vachal 1899. Xylocopa dolosa ingår i släktet snickarbin, och familjen långtungebin. Inga underarter finns listade i Catalogue of Life.